# Góra Dębowa (437 m)
Góra Dębowa – wzgórze o wysokości 437 m n.p.m. na Wyżynie Częstochowskiej, w gminie Ogrodzieniec, powiecie zawierciańskim, województwie śląskim. Wchodzi w skład Pasma Smoleńsko-Niegowonickiego i znajduje się w obrębie kompleksu pokrytych lasem wzgórz pomiędzy wsiami Ryczów, Hucisko i Krzywopłoty. W kompleksie tym wyróżnia się jeszcze wzniesienia: Ruska Góra (481 m), Ruska Góra (465 m), Długa Góra (468 m), Zbączysko, Kaczmarkowa Skała, Straszykowa Góra i inne bezimienne.
Góra Dębowa jest całkowicie porośnięta lasem. Znajdują się w nim wapienne skały. Północno-wschodnimi stokami prowadzi żółty szlak turystyczny z Ryczowa do Krzywopłotów. Stoki wschodnie opadają do skalistego Wąwozu Ruska.